# Marcello Marrocchi
Marcello Marrocchi (Veroli, 16 luglio 1941) è un cantautore e compositore italiano.

## Biografia
Ha composto circa 500 canzoni per famosi interpreti italiani, da Gianni Morandi a Nicola Di Bari, da Louiselle a Massimo Ranieri, per il quale ha scritto (insieme a Giampiero Artegiani) Perdere l'amore, vincitrice del Festival di Sanremo nel 1988, ad Amedeo Minghi (con cui ha composto Un uomo venuto da lontano, dedicata a Giovanni Paolo II e che Minghi ha cantato davanti allo stesso papa) il gruppo Squadra Italia, per il quale insieme a Stefano Jurgens ha scritto Una vecchia canzone italiana, e Ivana Spagna (per la quale ha composto Mamma Teresa, dedicata a Madre Teresa di Calcutta).
Si è fatto apprezzare molto anche per la composizione di canzoni e sigle per bambini, quali per esempio L'ape Maia, cantata da Katia Svizzero, e Io son Calimero, cantata da Marco Pavone e Ignazio Colnaghi (voce di Calimero).
Don Tonino Bello ha detto di lui che "maneggia la musica e le parole come uno scabro sasso, e parla della vita quotidiana illuminandola con la luce della fede".

## Canzoni scritte da Marcello Marrocchi
- 1964 - Anche se mi fai paura - per Louiselle - testo di Carlo Rossi (ARC AN 4010)
- 1964 - Quello che c'è tra me e te - per Louiselle - testo di Carlo Rossi (ARC AN 4010)
- 1964 - Forse un giorno - per Louiselle - testo di Carlo Rossi (ARC AN 4025)
- 1964 - Occhi miei - per Elena Rossi - testo di Carlo Rossi (ARC AN 4033)
- 1965 - Andiamo a mietere il grano - per Louiselle - testo di Carlo Rossi (ARC AN 4039)
- 1965 - Anche tu - per Louiselle - testo di Carlo Rossi (ARC AN 4039)
- 1965 - La mia vita - per Louiselle - testo di Carlo Rossi (ARC AN 4061)
- 1966 - Il pontile - per Louiselle - musica di Carlo Lanati e Marcello Marrocchi - testo di Carlo Rossi (ARC AN 4078)
- 1966 - È triste doverti lasciare - per Louiselle - musica di Carlo Lanati e Marcello Marrocchi - testo di Carlo Rossi (ARC AN 4078)
- 1966 - Come è bello - per Louiselle - musica di Carlo Lanati e Marcello Marrocchi - testo di Carlo Rossi (ARC AN 4092)
- 1966 - Ci sono due - per Louiselle - musica di Carlo Lanati e Marcello Marrocchi - testo di Carlo Rossi (ARC AN 4092)
- 1968 - Un uomo piange solo per amore - per Little Tony - Festival di Sanremo 1968 - 4º
- 1969 - Tu sei bella come sei - per Mal - Festival di Sanremo 1969 - 7º
- 1971 - Chitarra suona più piano - per Nicola Di Bari - Canzonissima 1971 - 1º
- 1975 - Giorno e notte - per i Ricchi e Poveri - testo di Franca Evangelisti e Vittorio Tariciotti (Fonit Cetra, SP 1605)
- 1976 - Due ragazzi nel sole - per Collage - Festival di Castrocaro 1976 - 1º
- 1977 - Tu mi rubi l'anima - per Collage - Festival di Sanremo 1977 - 2º
- 1980 - L'Apemaia - per Katia Svizzero
- 1981 - La mia libertà - per Franco Califano (Ricordi, SRL 10935)
- 1988 - Perdere l'amore - per Massimo Ranieri - Festival di Sanremo 1988 - 1º
- 1994 - Una vecchia canzone italiana - Squadra Italia - Festival di Sanremo 1994 - 19º
- 1995 - La vestaglia - per Massimo Ranieri - Festival di Sanremo 1995 - 15º
- 1998 - Un uomo venuto da lontano - per Amedeo Minghi - Mondovisioni 1998 - 7º
- 1998 - Mamma Teresa - per Ivana Spagna - Mondovisioni 1998 - 2º

## Discografia

### Album

#### 33 giri
- 1973 - ...e pensare che ti ho amato tanto (Durium, ms AI 77311)
- 1983 - Dio ti sei sbagliato (Edizioni Paoline, F-R 30.3)
- 1984 - Fermatevi (Edizioni Paoline, F-R 30.5)
- 1985 - Caino chi è? (Edizioni Paoline, F-R 30.7)
- 1991 - Capitano ferma la nave (Edizioni Paoline)

#### CD
- 1998 - Se esiste Dio - raccolta (Edizioni Paoline)
- 2002 - La perla preziosa (Elledici)
- 2009 - Dio ti ama (Edizioni Paoline)

### 45 giri
- 1970 - Cadevano le foglie/Con gli occhi dell'amore (Dischi Ricordi, SRL 10-596)
- 1973 - E pensare che/Sei proprio tu (Durium, LdA 7790)
- 1981 - Fresco/Fresco (strumentale) (ATV Music Italiana, ATVN 438)